# 斯金納斯 (加利福尼亞州)
斯金納斯（英語：Skinners）是位於美國加利福尼亞州埃爾多拉多縣的一個非建制地區。該地的面積和人口皆未知。

## 地理
斯金納斯的座標為38°41′57″N 120°59′43″W / 38.69917°N 120.99528°W，而該地的平均海拔高度為415米（即1362英尺）。